# محمد فضل
محمد فضل (عربی: محمد فضل؛ زادهٔ ۱۲ اوت ۱۹۸۰) یک بازیکن فوتبال اهل مصر است.

## باشگاهی
از باشگاه‌هایی که در آن بازی کرده‌است می‌توان به باشگاه ورزشی اسماعیلی، باشگاه ورزشی کاظمه کویت، باشگاه فوتبال المصری و باشگاه ورزشی الاهلی مصر، اشاره کرد.

## تیم ملی
وی همچنین در تیم‌های ملی فوتبال زیر ۲۱ سال مصر و بزرگسالان مصر بازی کرده است.